# Theresa Thornycroft
Theresa Georgi(a)na „Trees“ Thornycroft (* 1853 als Georgi[a]na Thornycroft; † 11. Juli 1947) war eine britische Malerin.

## Leben
Thornycroft wurde 1853 als jüngstes Kind der Bildhauer Thomas (1815–1885) und Mary Thornycroft (1814–1895) geboren. Auch mehrere ihrer Geschwister wurden Künstler: die Bildhauerinnen und Malerinnen Alyce Thornycroft (1844–1906) und Helen Thornycroft (1848–1937) waren ihre Schwestern und der Bildhauer Hamo Thornycroft (1850–1925) ihr Bruder. Ihr ältester Bruder John Isaac Thornycroft (1843–1928) war ein bekannter Ingenieur. Insbesondere zu Hamo pflegte Theresa ein inniges Verhältnis. Ursprünglich auf den Namen Georgiana oder Georgina – die Literatur nutzt beide Schreibweisen – getauft, begann sie später, den Vornamen Theresa zu verwenden und ist unter diesem Namen auch bekannt geworden. Im Privaten hörte sie auch auf den Spitznamen Trees. Von früh an von ihren Eltern künstlerisch ausgebildet, besuchte sie als Jugendliche das Queen’s College in der Londoner Harley Street, wo sie Freundschaften mit Ellen Epps und Catherine Madox Brown schloss, die beide später ebenfalls Malerinnen wurden. Weiteren Unterricht in der Malerei erhielt sie bei Browns Vater Ford Madox Brown. Mit 18 Jahren und einer Empfehlung des Malers Frederick Goodall wurde sie 1872 als Studentin an der Kunsthochschule der Royal Academy of Arts angenommen. Damit besuchte die gleiche Kunsthochschule wie ihre Geschwister, war aber das einzige Thornycroft-Kind, das als Malereistudentin und nicht als Bildhauereistudentin aufgenommen wurde. Im Jahr ihrer Aufnahme an der Royal Academy of Arts wurde sie zusammen mit ihrem Bruder Hamo konfirmiert. Zwei Jahre später publizierte sie den Bericht einer Vision, die sie über den Tod eines Cousins hatte, im Magazin der spiritistischen Society for Psychical Research.
In den 1870er Jahren arbeitete Thornycroft gemeinsam mit ihren Eltern und ihren Geschwistern im Londoner Atelier der Familie. Unter anderem stand sie Modell für die Arme und Schultern der Statue Tragedy ihres Bruders Hamo. Mit Hamo unternahm sie ab den 1870er Jahren auch mehrere Reisen, die sie unter anderem 1877 zum Salon de Paris führten. Ab 1874 stellte sie ihre Werke regelmäßig in den Londoner Galerien aus. Gerühmt für ihre Bildkompositionen, bestand ihr Œuvre aus Malereien verschiedener Genres, wenngleich sie vor allem für religiöse Thematiken bekannt war. Am 30. Januar 1884 heiratete Thornycroft in Kensington den acht Jahre jüngeren Alfred Ezra Sassoon (1861–1895), als Sohn von Sassoon David Sasoon ein Spross der sephardischen Kaufmannsfamilie Sassoon. Die Heirat zwischen dem Juden und der streng gläubigen Christin wurde von beiden Familien skeptisch beäugt; Sassoons Mutter sagte sich von ihrem Sohn los, während die Thornycrofts die Heirat schließlich aktzeptierten. Das frisch verheiratete Paar zog in das Anwesen Weirleigh im kleinen Dorf Matfield bei Tunbridge Wells in Kent, das zuvor dem Künstler Harrison Weir gehört hatte. In den nächsten Jahren wurde das Paar Eltern dreier Söhne, darunter der spätere Dichter Siegfried Sassoon (1886–1967). Zunächst setzte Theresa ihre künstlerische Laufbahn fort und malte in einem eigenen Atelier in Matfield. In dieser Zeit entstand mit The Hours eines ihrer bekanntesten Werke, das sie 1889 in der Royal Academy of Arts zeigte. Um 1890 trennte sich das Ehepaar, nachdem Theresas Ehemann eine kurzlebige Affäre mit der US-amerikanischen Schriftstellerin Julia Constance Fletcher eingegangen war. Theresa zog ihre drei Kinder seitdem allein in Matfield groß und blieb distanziert von Alfred.
1893 übernahm Theresa die Pflege ihrer gebrechlichen Mutter, die 1895 verstarb. In dieser Zeit wurde sie von ihrem Bruder Hamo finanziell unterstützt; ihre eigene künstlerische Karriere hatte sie zu diesem Zeitpunkt offenbar beendet. Wenig später starb auch Alfred, von dem sie sich nie formal geschieden hatte. Testamentarisch sicherte er ihr ein lebenslanges Lebensrecht in Matfield zu. Bei der Erziehung ihrer Kinder ließ sich Theresa von Kindermädchen unterstützen. Später finanzierte sie die Ausbildung ihrer Kinder in Internaten. Verbindungen zu der Verwandtschaft ihres Vaters erloschen völlig, mit Ausnahme ihrer Schwägerin Rachel Beer, die wie Alfred christlich geheiratet hatte und zu einer guten Freundin wurde. Später in ihrem Leben litt Theresa unter finanziellen Problemen, zugleich erkrankte sie an Rheuma. Daher wurde sie von ihrem Sohn Siegfried finanziell unterstützt. Politisch und moralisch unterstützte sie die konservativen Tories, und die Homosexualität Siegfrieds blieb zwischen Mutter und Sohn unangesprochen. Anfang der 1930er Jahre entwickelte Theresa gesundheitliche Probleme an den Eierstöcken und musste in Royal Tunbridge Wells operiert werden. Die Heirat ihres Sohnes Siegfried mit Hester Gatty im Dezember 1933 blieb sie aus gesundheitlichen Gründen fern, wenngleich sie die trotz Siegfrieds Homosexualität eingegangene Eheschließung sehr begrüßte. Als die Ehe ihres Sohnes am Ende des Zweiten Weltkriegs auseinanderbrach, sah sie ihren Sohn als Opfer und bot moralische Unterstützung an. Von Siegfried wurde sie in dieser Zeit dagegen weitgehend gemieden, aus Angst, seine geliebte Mutter als alte, schwache Frau zu sehen. Bis zuletzt lebte Theresa in Weirleigh, wo sie gesundheitlich schwach und an Ekzemen leidend, aber geistig noch angeregt ihren Lebensabend verbrachte. Sie verstarb am 11. Juli 1947 im Alter von 93 Jahren. Ein Gemälde Thornycrofts mit dem Titel The Parable of the Great Supper ist heute in der Sammlung des Museum of Croydon.